# Shawn McLaws
Shawn McLaws (* 9. März 1993 in Edmond, Oklahoma) ist ein US-amerikanischer Fußballspieler auf der Position eines Abwehrspielers.

## Karriere

### Karrierebeginn in der Heimat
Shawn McLaws wurde am 9. März 1993 in der Stadt Edmond, Teil des Oklahoma County und der Metropolregion von Oklahoma City, im US-Bundesstaat Oklahoma geboren. Auf Vereinsbasis begann er seine Fußballkarriere beim Edmond Soccer Club 93, mit dem er unter anderem 2005 die Oklahoma State Championship gewann. Ein Jahr später stand er mit seinem Team im Finale um die Oklahoma State Championship, konnte dieses jedoch nicht gewinnen. Weiters spielte er, hierbei vor allem während seiner High-School-Zeit, auf Vereinsebene für das Celtic 93 Club Team, mit dem er drei Mal im USYSA State Finale war und 2010 sogar in die USYSA Regional Quarterfinals einzog. Außerdem gehörte er dem Celtic 93-Team an, das 2009 die Region III Championship gewann und USYSA ODP National Runner-Up wurde. Des Weiteren gehörte er einem ODP an, das durch Argentinien tourte. Seine High-School-Zeit verbrachte er zeitgleich an der Deer Creek High School in seinem Geburts- und Heimatort, wo er ebenfalls der schuleigenen Fußballabteilung angehörte. Unter seinem dortigen Trainer Zach Stephens war er vierfacher Letterman und fuhr, vor allem aufgrund seiner Offensivstärke, diverse individuelle Erfolge ein. In seinem Freshman-Jahr bei den Deer Creek Antlers steuerte er zehn Tore und zwei Assists zum Einzug ins Oklahoma State Semifinale bei und wurde am Saisonende zum Deer Creek High School Rookie of the Year gewählt. Ein Jahr später avancierte er zu einem der torgefährlichsten Spieler und wurde mit 24 Treffern in seinem Sophomore-Jahr zum Deer Creek High School Offensive Player of the Year gewählt und war in der All-District-Auswahl. Mit weiteren 24 Treffern und zehn Torvorlagen in seinem Junior-Jahr gewann er erneut die Auszeichnung als Deer Creek High School Offensive Player of the Year und stand erneut in der All-District-Auswahl. In diesem Jahr erreichte er mit den Antlers auch den Gewinn der District 2 Championship. Auch in seinem abschließenden Senior-Jahr trat McLaws noch einmal offensivstark in Erscheinung.

### Wechsel an die Coastal Carolina University

#### Spieljahr 2011
Im Jahre 2011 schrieb er sich an der Coastal Carolina University in Conway im US-Bundesstaat South Carolina, unweit der Atlantikküste, ein. Hierbei schloss er sich auch der Herrenfußballmannschaft der Sportabteilung Coastal Carolina Chanticleers an, wo er wiederum zu einer Defensivkraft umgeformt wurde. Unter Shaun Docking, der das Traineramt bereits seit 1998 innehat und der erst vierte Trainer in der seit 1978 andauernden Geschichte des Fußballteams ist, wurde er in seinem Freshman-Jahr in 20 Meisterschaftspartien eingesetzt, von denen er in 15 startete. Dabei blieb er selbst torlos, bereitete jedoch sechs Tore für seine Mannschaftskollegen vor, darunter auch Torvorlagen für zwei spielentscheidende Treffer, die der spätere brasilianische Profi Pedro Ribeiro erzielte. Aufgrund seiner Leistung stand er 2011/12 auf der Big South Presidential Honor Roll, der Ehrenliste der besten Studenten der Big South Conference. Im Spieljahr 2011 beendeten die Chanticleers die reguläre Spielzeit auf dem ersten Platz und zogen so ins nachfolgende Big South Conference Men’s Soccer Tournament 2011 ein, wo die Mannschaft allerdings im Halbfinale der Liberty University unterlag. Auch in der NCAA Division I Men’s Soccer Championship 2011 kam die Mannschaft nicht über die zweite Runde der Regional 1 hinaus, obwohl sie in der NCAA Division I Men’s Soccer Season 2011 mit dem Jamaikaner Ashton Bennett den torgefährlichsten Spieler stellte.

#### Spieljahr 2012
Auch in seinem Sophomore-Jahr war McLaws, der einen 3.0 GPA erreichte, auf der Big South Presidential Honor Roll. In diesem Jahr wurde er mit seinem Team unter anderem von Top Drawer Soccer zum landesweit besten Team der Woche (KW 43) gewählt. In diesem Jahr kam er zumeist als Rechtsaußen zum Einsatz und steuerte bei 25 Meisterschaftseinsätzen fünf Assists bei, darunter auch für einen spielentscheidenden Treffer vom späteren Profi Ricky Garbanzo. Dabei gab er insgesamt 28 Schüsse aufs gegnerische Tor ab, wobei er hingegen im Jahr 2011 lediglich drei Torschüsse abgab; eine weitere Bestmarke im Laufe seiner College-Karriere. In seinem Team gehörte er nur zu einem von drei Spielern, die in allen 25 Ligapartien von Beginn an starteten; er selbst spielte in 19 Partien über die volle Spieldauer durch. In der Conference ungeschlagen nahmen die Chanticleers am Big South Conference Men’s Soccer Tournament 2012 im November 2012 teil, wo sie erst im Finale mit 1:2 gegen die Winthrop Eagles von der Winthrop University ausschieden. In der nachfolgenden NCAA Division I Men’s Soccer Championship 2012, die zwischen November und Dezember 2012 ausgetragen wurde, kam die Mannschaft nicht über die dritte Runde der Regional 4 hinaus, als man den Maryland Terrapins von der University of Maryland, College Park mit 1:5 unterlag.

#### Spieljahr 2013
Zu einem der erfolgreichsten Spieler der Conference stieg er im darauffolgenden Spieljahr 2013 auf, als er unter anderem sogar zum Big South Defensive Player of the Year gewählt wurde. Hierbei war er in allen 23 Meisterschaftsspielen von Beginn an im Einsatz, in denen er zwei Assists beisteuerte und zwei Mal zum Big South Defensive Player of the Week und einmal ins College Soccer News National Team of the Week gewählt wurde. Die konstant starke Abwehrreihe ließ in insgesamt 24 Spielen lediglich 20 Gegentreffer zu; weiters brachte es die Mannschaft auf zwölf Shutouts, also auf zwölf Partien ohne Gegentreffer, was die dritthöchste Anzahl in der Geschichte des Fußballprogramms ist. Alleine in der regulären Saison erhielten die Chanticleers lediglich fünf Gegentreffer. Nachdem er mit der Mannschaft bereits als Erster der regulären Spielzeit hervorgegangen war, gewann er mit dem Team auch noch das Big South Conference Men’s Soccer Tournament 2013 und kam in der NCAA Division I Men’s Soccer Championship 2013 bis in die dritte Runde, wo er mit dem Team unter der Führung von Shaun Docking in der dritten Runde gegen die California Golden Bears von der University of California, Berkeley ausschied. Zu seinen individuellen Erfolgen in dieser Saison gehörten neben der bereits erwähnten Wahl zum Big South Defensive Player of the Year auch die Wahlen ins NSCAA All-South Atlantic Region Second Team, ins All-Big South First Team, ins Big South All-Tournament Team, sowie ins CollegeSportsMadness.com All-Big South Second Team. In der spielfreien Zeit an der Universität war er bei den Ocean City Nor’easters mit Spielbetrieb in der USL PDL aktiv, wobei er bei elf Ligaspielen zwei Mal zum Torerfolg kam. Mit der Mannschaft kam er im Endklassement auf den ersten Platz der Mid Atlantic Division der Eastern Conference und kam, nach dem Gewinn der beiden Spiele der Eastern Conference Championship, bis ins Halbfinale der Meister-Play-offs, wo das Team mit 0:1 gegen den späteren Meister Austin Aztex unterlag.

#### Spieljahr 2014
Auch in seinem letzten Studienjahr, dem Senior-Jahr, zeigte Shawn McLaws von seiner Defensivstärke und wurde vom Trainer oftmals während eines Spieles auf diversen Positionen eingesetzt, was ihm zum vielseitig einsetzbarsten Spieler der Chanticleers machte. Wie auch schon in den vorangegangenen Spieljahren startete er auch 2014 in allen Meisterschaftsspielen seiner Mannschaft. In den 21 Spielen gelang ihm auch sein einziger Pflichtspieltreffer in seiner College-Karriere, wobei er diesen durch einen Elfmeter in einem Spiel gegen die High Point Panthers von der High Point University erzielte, und insgesamt vier Assists beisteuerte. Mit zwei Punkten Rückstand auf die Radford Highlanders von der Radford University schloss er die reguläre Saison mit dem Team auf dem zweiten Tabellenplatz ab. Danach gewann er mit dem Team auch noch das Big South Conference Men’s Soccer Tournament 2014, woraufhin er mit den Coastal Carolina Chanticleers in der zweiten Runde der Regional 4 der NCAA Division I Men’s Soccer Championship 2014 gegen die Clemson Tigers von der Clemson University ausschied. Zu den individuellen Erfolgen des Defensivakteurs, der in der spielfreien Zeit an der Universität abermals für die Ocean City Nor’easters in der USL PDL zum Einsatz kam und dabei als Mannschaftskapitän in 13 Ligapartien drei Tore erzielte und ein weiteres vorbereitete, zählten in diesem Jahr unter anderem die Wahlen NSCAA All-South Atlantic Region First Team, ins All-Big South First Team, sowie ins CollegeSportsMadness.com All-Big South First Team. Des Weiteren wurde er als College Soccer News Third Team All-American und abermals als Big South Defensive Player of the Year ausgezeichnet. Weiters war McLaws, der noch früh zum Big South Preseason Defensive Player of the Year gewählt wurde, wie bereits im vorangegangenen Jahr, auch 2014 im Big South All-Tournament Team.
Der Stammspieler der Chanticleers war im Laufe seiner College-Laufbahn in insgesamt 89 Meisterschaftsspielen, was ihn zum Spieler mit den zweitmeisten Einsätzen in der Fußballgeschichte der Coastal Carolina University macht. Von den 89 Spielen stand er in 84 in der Startelf, was ihn zum Spieler mit den drittmeisten Einsätzen von Beginn an in der Geschichte der Universität machte. Nur drei Spiele im Laufe seiner College-Karriere versäumte er verletzungsbedingt und war in allen restlichen Spielen mit von der Partie. Sein Studium schloss er mit einem Bachelor in Sportmanagement ab.

### Start in den Profifußball
Über den MLS SuperDraft 2015 kam er in der dritten Runde als 59. Pick zu den New York Red Bulls. Seinen ersten Einsatz für das MLS-Franchise absolvierte er am 21. Februar 2015 in einem Vorbereitungsspiel auf das Spieljahr 2015 gegen Oklahoma City Energy. Offiziell unter Vertrag genommen wurde McLaws daraufhin erst am 5. März 2015. Um Spielpraxis zu sammeln wurde der Defensivakteur an das neugegründete Reserveteam New York Red Bulls II mit Spielbetrieb in der drittklassigen nordamerikanischen Profiliga United Soccer League verliehen. Sein Profidebüt gab er am 4. April 2015 im zweiten Saisonspiel, einem 4:1-Sieg über den Toronto FC II, als er von Beginn an am Rasen stand und in der 39. Spielminute den Treffer zur 2:0-Führung erzielte. In der United Soccer League 2015 wurde er von Ex-Profi John Wolyniec in 23 der 28 möglich gewesenen Ligapartien eingesetzt und agierte dabei ausschließlich als Stammspieler, wobei er in 20 dieser Partien über die volle Spieldauer am Rasen stand. Am Saisonende rangierten die New York Red Bulls II auf dem vierten Tabellenplatz der Eastern Conference und schafften damit den Einzug in die abschließenden Play-offs. In diesen, auch hier war McLaws in allen Spielen seiner Mannschaft im Einsatz, kam das Team bis ins Conference-Halbfinale, wo es den Rochester Rhinos mit 0:2 unterlag. Bereits eine Woche vor seinem Profidebüt saß er in der dritten Runde der Major League Soccer auf der Ersatzbank des MLS-Franchises, blieb dabei jedoch ohne Einsatz. Zwischen Anfang Juli und Anfang August 2015 saß er fünf weitere Male in Folge uneingesetzt auf der Ersatzbank der höchsten nordamerikanischen Fußballliga.

### Wechsel zu den Harrisburg City Islanders
Nachdem die New York Red Bulls am 12. Februar 2016 die Entlassung von Shawn McLaws bekanntgaben, kam dieser in weiterer Folge bei den Harrisburg City Islanders aus der USL unter. Bei den Islanders kam er bereits im ersten Saisonspiel des Spieljahres 2016 zu seinem Pflichtspieldebüt, indem er bei der 1:3-Auswärtsniederlage gegen die Richmond Kickers über die volle Spieldauer am Feld war. Bis dato (Stand: 25. Mai 2016) kam er unter Trainer Bill Becher in allen neun Meisterschaftsspielen als Stammspieler und jeweils über die volle Spieldauer zum Einsatz.